# Qui a tué l'idiot ?
Qui a tué l'idiot ? est une bande dessinée du Français Nicolas Dumontheuil publiée en 1995 dans la revue (À suivre) et recueillie en album l'année suivante par Casterman. Elle a obtenu l'Alph-Art du meilleur album français au festival d'Angoulême 1997. Inspirée par les thèses de René Girard sur les boucs émissaires, elle raconte comment, au début du XXe siècle, un étranger est accusé par les villageois de la petite bourgade rurale française où celui-ci vient d'arriver d'être à l'origine du meurtre d'un des leurs.

## Récompenses
- 1997 :  Alph-Art du meilleur album français au festival d'Angoulême[2]

### Documentation
- Jean-Claude Glasser, « Qui a tué l'idiot ? », dans Primés à Angoulême, Angoulême : Éditions de l'An 2, 2003, p. 82-83